# Lygropia strigilalis
Lygropia strigilalis là một loài bướm đêm trong họ Crambidae.